# Esterházy Miguel
Galánthai gróf Esterházy Miguel (?, 1825. május 28. – Kolozsvár, 1923) 1848-as honvéd százados.

## Élete
Egzotikus keresztnevét keresztapja, Don Miguel Bragança, későbbi portugál király után kapta. Tanulmányait Kolozsváron végezte, majd a Hardegg vasasezredben volt hadapród, utána a Sándor huszárezredben hadnagy. 1848–49-ben végig Görgey seregével vett részt a hadjáratban. Ő volt a parancsnoka annak a hátvédcsapatnak, amely a debreceni csata után bravúrosan fedezte Nagysándor József hadtestének visszavonulását. A szabadságharc leverése után tízévi (más források szerint tizenhat évi) várfogságra ítélték, amelyet az aradi várban kellett letöltenie. 1851-ben kegyelemmel szabadult. Sírja a Házsongárdi temetőben található; sírkövén ez áll: „a Sándorhuszárok kapitánya 48-as honvédtiszt szabadsághős ARADI fogolj”.